# Efon Alaaye
Efon Alaaye (auf Yoruba Ẹfọ̀n-Alààyè; man findet auch die Schreibweisen Efon-Alaye, Effon Alaiye, Effon-Alaiye, Efon-Alaaye und Efon Alaiye) ist eine Stadt im Südwesten Nigerias mit 299.755 Einwohnern im Ballungsraum (Berechnung 2007). Die Stadt selbst hat Berechnungen 2012 zufolge 28.234 Einwohner. Sie liegt im Bundesstaat Ekiti in den Yoruba Hills auf ungefähr 480 Meter Höhe an der Kreuzung der Straßen von Ilesha nach Ondo und nach Ado Ekiti. Die Stadt ist in sechs Stadtviertel aufteilt.
Die Stadt ist ein Verteilungsort für landwirtschaftliche Produkte wie Baumwolle, Kakao, Palm- und Palmenkernöl sowie ein Marktplatz für Früchte, Kürbisse, Mais, Maniok, Okra, Palmenprodukte, Reis und Yams.

## Klima
Die Regenzeit beginnt im April und dauert bis Ende Oktober. Während der Trockenzeit gibt es starken Harmattan mit hohen Temperaturen tagsüber und kühlen Nächten.
|                        | Jan  | Feb  | Mär  | Apr  | Mai  | Jun  | Jul  | Aug  | Sep  | Okt  | Nov  | Dez  |   |      |
| Mittl. Temperatur (°C) | 24,7 | 25,7 | 26,6 | 26,4 | 25,3 | 24,1 | 22,9 | 22,3 | 23,3 | 24,0 | 24,9 | 24,9 | ⌀ | 24,6 |
| Mittl. Tagesmax. (°C)  | 31,0 | 32,1 | 32,3 | 31,6 | 30,2 | 28,3 | 26,5 | 25,9 | 27,2 | 28,5 | 30,5 | 31,4 | ⌀ | 29,6 |
| Mittl. Tagesmin. (°C)  | 18,5 | 19,3 | 21,0 | 21,2 | 20,4 | 20,0 | 19,3 | 18,8 | 19,4 | 19,5 | 19,4 | 18,3 | ⌀ | 19,6 |
|                        |      |      |      |      |      |      |      |      |      |      |      |      |   |      |
| Niederschlag (mm)      | 10   | 28   | 89   | 126  | 158  | 173  | 169  | 134  | 232  | 184  | 41   | 17   | Σ | 1361 |

| 18,5 |

| 19,3 |

| 21,0 |

| 21,2 |

| 20,4 |

| 20,0 |

| 19,3 |

| 18,8 |

| 19,4 |

| 19,5 |

| 19,4 |

| 18,3 |

| 18,5 |

| 19,3 |

| 21,0 |

| 21,2 |

| 20,4 |

| 20,0 |

| 19,3 |

| 18,8 |

| 19,4 |

| 19,5 |

| 19,4 |

| 18,3 |

## Geschichte
Erste Erwähnung findet der Ort um das Jahr 1200 herum, als der dritte König der Yoruba, Obalufon Alaayemore, den Ort gründete. Im 19. Jahrhundert gehörten die Yoruba-Völker der Ijesa und Efon zur Konföderation der Ekiti-Parabo und kämpften gegen das 109 Kilometer westsüdwestlich gelegene Ibadan um die Kontrolle einer Handelsroute zur Küste. Als 45. Oberhaupt der Stadt, als Alaaye, regiert mit Stand 2005 König Emmanuel Aladejare Agunsoye II (* 1944) seit 1991.

## Bevölkerung
Die Bevölkerung gehört hauptsächlich der Sprachgruppe der Yoruba an, größtenteils den Volksgruppen der Ijesa und Efon.
Bei der Volkszählung 1991 lag die Einwohnerzahl noch bei 158.977. Nach einer Berechnung aus dem Jahre 2007 beträgt die Einwohnerzahl 299.755 im Ballungsraum.

## Kultur und Sehenswürdigkeiten
In Efon Alaaye gibt es ein College der Christ Apostolic Church zur Lehrerausbildung und zwei Krankenhäuser – ein General Hospital sowie ein Katholisches Krankenhaus. Es gibt Pläne für die Errichtung einer Radio- und Fernsehstation in Efon Alaaye.
Der Palast des Alaaye verfügt über kunstvolle Holzschnitzereien. Im Babalola Museum befinden sich die Gebeine des Gründers der Christ Apostolic Church Joseph Ayo Babalola (1904–1959) und seines Vaters. Das Grab wird von Pilgern aufgesucht.